# Jhohanny Jean Bartermi
Jhohanny Jean Bartermi (5 de febrero de 1988) es un deportista dominicano que compitió en taekwondo. Ganó una medalla de oro en los Juegos Panamericanos de 2011, y una medalla de plata en el Campeonato Panamericano de Taekwondo de 2008.

## Palmarés internacional
| Juegos Panamericanos    | Juegos Panamericanos | Juegos Panamericanos | Juegos Panamericanos |
| Año                     | Lugar                | Medalla              | Categoría            |
| ----------------------- | -------------------- | -------------------- | -------------------- |
| 2011                    | Guadalajara (México) | Medalla de oro       | –68 kg               |
| Campeonato Panamericano |                      |                      |                      |
| Año                     | Lugar                | Medalla              | Categoría            |
| 2008                    | Caguas (Puerto Rico) | Medalla de plata     | –78 kg               |